# Moreton-in-Marsh
Moreton-in-Marsh este un oraș în comitatul Gloucestershire, regiunea South West, Anglia. Orașul se află în districtul Cotswold.